# Daimler model 1915
Daimler model 1915 — средний бронеавтомобиль Германской империи в годы Первой мировой войны. Первый опытный экземпляр был выпущен в 1915 году. Серийно не производился.

## История создания
После начала Первой мировой войны и неудачной попытки немецкой армии захватить Париж, обе стороны начали окопную войну. Для прорыва в условиях этой войны требовались мобильные силы (бронетехника), выпуск которой был налажен англичанами и французами ещё в предвоенные годы. Вслед за ними отправилась и Германская империя: уже в октябре 1914 года под сильным впечатлениям от английских и французских лёгких бронемашин и их боевого применения, немецкое командование распорядилась начать разработку собственных бронеавтомобилей. Но в отличие от союзников, у немецких военных отношения к вооружению и бронированию бронемашин было более серьёзным. Согласно выданной инженерам спецификации машина должна была нести не менее трех пулеметов с круговым сектором обстрела, а толщина броневых листов оговаривалась в пределах от 5 до 9 мм. Весовые характеристики и численность экипажа ставились немецким командованием на второй план. Соответствующее техническое задание было выдано фирмам Daimler MFb, Ehrhardt и Büssing, которые в начале 1915 года представили прототипы этих бронеавтомобилей, из которых именно образец компании Daimler наиболее отвечал требованиям немецкого командования.

## Описание конструкции

### Броневой корпус и башня
Броневой корпус бронемашины имел достаточно простую форму и собирался из броневых листов толщиной от 5 до 7 мм. Для стрельбы из машинных пулеметов и личного оружия в бортах и в кормовом листе было сделано пять прямоугольных вырезов, прикрываемых двустворчатыми броневыми щитками.

### Вооружение
Daimler модели 1915 года имел три пулемёта MG образца 1908 года с оптическим прицелом, которые, в сочетании со своей защищённостью броневыми щитками, представляли весьма опасную угрозу для пехоты противника.

### Двигатель и трансмиссия
Бронемашина имела 4-цилиндровый бензиновый двигатель Daimler M1464 мощностью 80 л.с. при 1200 об\мин, который обеспечил ей довольно неплохую скорость по шоссе.

### Ходовая часть
Бронеавтомобиль имел ходовую часть обычного грузовика  с колесной формулой 4х2, которая была почти не изменена: была немного усилена рама, использованы бескамерные шины, а на передние колеса установлены дополнительные обода для улучшения проходимости.

### Экипаж
Экипаж машины состоял из 5 человек, которые содержались внутри машины ненамного лучше, чем в танке A7V, хотя такой спецификой строения обладали многие образцы германской бронетехники времён первой мировой войны. Экипаж имел средства наблюдения (к примеру, надстройка над крышей машины), а относительно толстая броня обеспечивала ему хорошую защиту от стрелкового оружия.

### Электрооборудование
Бронеавтомобиль имел радиостанцию, однако пользоваться ею можно было только на стоянке.

## Боевое применение
Бронеавтомобиль не был выпущен в серийное производство, однако его опытный образец отправился на восточный фронт, где поступил в состав группы «Panzerkampfwagen-MG-Abteilug 1». Немецкие источники сообщают о применении этого бронеавтомобиля в период с 1916 по 1919 годы. Однако в 1919 году в ходе боёв в Прибалтике упоминания о нём прекращаются. Вполне возможно, что он был потерян в ходе этих боёв или захвачен латвийскими войсками и позднее переплавлен.